# Faction du traité

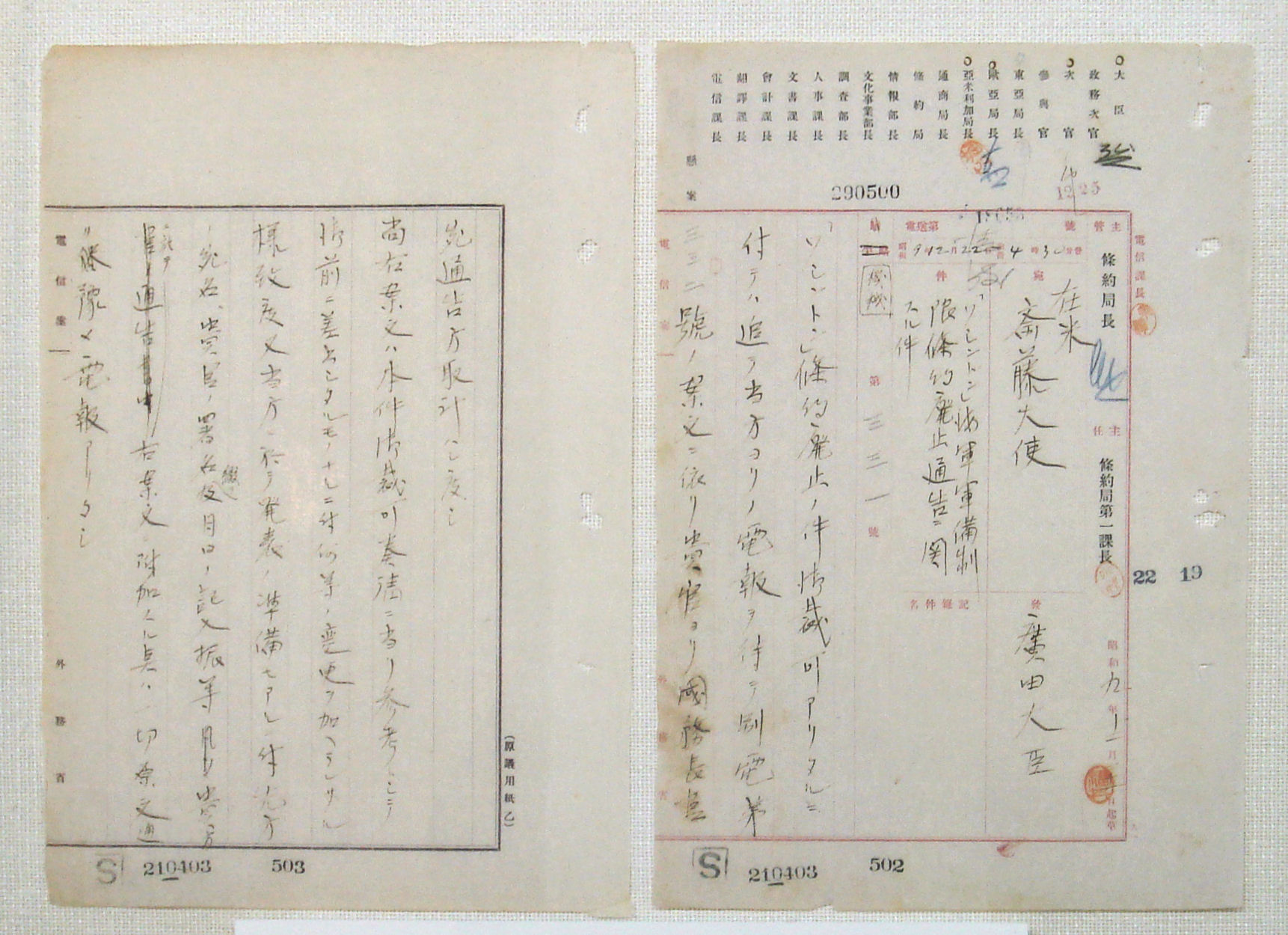
Dénonciation japonaise du traité de Washington de 1922, 29 décembre 1934.

La faction du traité (条約派, Jōyaku-ha) était un groupe de pression politique informel au sein des membres de la marine impériale japonaise pendant les années 1920 et 1930. Elle réunissait les officiers soutenant les décisions prises lors du traité de Washington de 1922.

## Contexte
Le traité de Washington, aussi appelé « traité des cinq puissances », limitait la taille des flottes militaires des cinq signataires : les États-Unis, l'empire britannique, l'empire du Japon, la France et l'Italie. Le traité concluait la conférence navale de Washington qui s'était tenue à Washington D.C. de novembre 1921 à février 1922.
Le traité réduisait le tonnage des navires types de chacun des signataires ; aucun navire ne pouvait plus excéder 35 000 tonnes, ni transporter des canons de plus de 16 pouces. Seuls deux porte-avions par pays étaient autorisés. Aucune nouvelle fortification ou base navale ne pouvait être installée et celles déjà existantes ne pouvaient pas être améliorées dans les territoires et possessions outre-mer spécifiés dans le traité. Le tonnage autorisé pour le Japon était fondé sur le ratio 5:5:3 comparé aux États-Unis et au Royaume-Uni (où 3 représente le Japon) avec pour justification que ces deux pays avaient besoin de maintenir des flottes sur plus d'un océan, alors que le Japon n'était concerné que par l'océan Pacifique.

## Développement de la faction
Les termes du traité furent très mal appréciés par le public japonais et beaucoup voyaient dans le ratio 5:5:3 une façon de désigner le peuple japonais comme une race inférieure vis-à-vis de l'Occident.
La marine impériale japonaise se divisa alors en deux factions opposées : la faction du traité et la faction de la flotte. La première faction voulait respecter les termes du traité arguant que le Japon ne pouvait se permettre une course aux armements avec les puissances occidentales et espérant que l'utilisation de la diplomatie restaurerait l'alliance anglo-japonaise. Elle faisait savoir que les limites décidées servaient pour le moment les intérêts du Japon.
La faction du traité était composée d'officiers politiquement de gauche, dont beaucoup d'amiraux influents du ministère de la Marine comme Takarabe Takeshi, Taniguchi Naomi, Yamanashi Katsunoshin, Sakonji Seizo ou Hori Taikichi.
Dans les années 1920, la faction du traité, qui était soutenue par le ministère de la Marine et le gouvernement, était prédominante dans l'opinion. Mais le traité naval de Londres de 1930, encore plus restrictif, divisa la faction elle-même en deux. La « faction du traité anti-Londres » prônait l'expansion économique et militaire dans le Pacifique Sud et s'aligna de plus en plus avec la faction de la flotte.
Mais avec la montée du militarisme japonais dans les années 1930, celle des conflits avec les États-Unis à propos de la Chine et le mépris flagrant des termes du traité par toutes les puissances signataires, la faction de la flotte prit progressivement le dessus dans l'opinion. De plus, beaucoup de membres de la faction du traité qui avaient déjà eu l'expérience de se rendre au Royaume-Uni ou aux États-Unis étaient partis à la retraite en 1933-1934 comme Hori Teikichi, le mentor d'Isoroku Yamamoto.
Le 29 décembre 1934, le gouvernement japonais annonça son intention de ne plus respecter les termes du traité. Ceux-ci restèrent en vigueur jusqu'à fin 1936 et ne furent pas renouvelés.